# Moussé Gueye
Moussé Gueye (ur. 11 listopada 1996 w Dakarze) – francuski siatkarz pochodzenia senegalskiego, grający na pozycji środkowego, reprezentant Francji. 
Do Francji przeprowadził się w wieku 13 lat.

## Kariera klubowa
| Lata      | Klub                         |
| 2014–2015 | LISSP Calais                 |
| 2015–2018 | Mende Volley Lozère          |
| 2018–2019 | Saint-Quentin Volley         |
| 2018–2019 | Cambrai Volley               |
| 2019–2021 | Narbonne Volley              |
| 2021–2022 | Chaumont VB 52               |
| 2022–2023 | Nantes Rezé MV               |
| 2023–2024 | Barkom-Każany Lwów           |
| 2024–2025 | Gas Sales Bluenergy Piacenza |
| 2025–     | Barkom-Każany Lwów           |

## Sukcesy klubowe
Superpuchar Francji
- 2021[4]

Puchar Francji
- 2022

Liga francuska
- 2022, 2023

## Sukcesy reprezentacyjne
Liga Narodów:
- 2022[5]
- 2021